# Mirador
|  | Per a altres significats, vegeu «Mirador (revista)». |

Un mirador és un punt elevat des d'on es poden veure vistes d'entorns urbans o naturals.
Pel seu elevat interès turístic, moltes vegades sol estar acompanyat d'establiments turístics com botigues o restaurants, alguns dels quals tenen a disposició del públic binocles fixos que s'activen en introduir-hi una moneda per veure amb més detall les vistes.

Mirador de la Figuerassa al Berguedà